# Bosc Nacional Daniel Boone

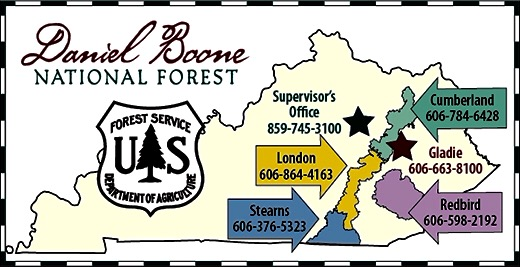
Els districtes de guardaboscos (ranger districts) del Bosc Nacional Daniel Boone

El Bosc Nacional Daniel Boone (Daniel Boone National Forest) és una área protegida gestionada pel Servei Forestal dels Estats Units que abasta una part de l'altiplà de Cumberland (Cumberland Plateau) i les Muntanyes Apalatxes. Daniel Boone té dues àrees salvatges i diversos embassaments. Les seves àrees escèniques inclouen les cascades de Cumberland (Cumberland Falls), la gorja del riu Red (Red River Gorge), l'arc Yahoo (Yahoo Arch) i nombroses coves.
El bosc es divideix en quatre districtes de guardaboscos (ranger districts): Cumberland amb oficines a Morehead, London amb oficines a London (Kentucky), Stearns amb oficines a Whitley City i Redbird amb oficines a Big Creek. La seva seu (supervisor's office) se situa fora del bosc a Winchester (Kentucky). El centre de visitants Gladie es localitza a Stanton.

## Àrees salvatges
Hi ha dues àrees salvatges al bosc designades sota la Llei d'àrees salvatges de 1964. L'àrea salvatge Clifty se situa a la gorja del riu Red (Red River Gorge) al districte de guardaboscos de Cumberland (Cumberland Ranger District). L'àrea salvatge Beaver Creek es troba al districte de guardaboscos de Stearns (Stearns Ranger District) i gaudeix de penya-segats de gres i arcs naturals.